# محمد بن عبد الملك بن أبي الشوارب
أبو عبد الله محمد بن عبد الملك بن أبي الشوارب محمد بن عبد الله بن أبي عثمان بن عبد الله بن خالد بن أسيد بن أبي العيص بن أمية بن عبد شمس بن عبد مناف القرشي الأموي البصري أحد رواة الحديث النبوي.
ولد بعد الخمسين ومائة. حدث عن: كثير بن سليم، وكثير عبد الله الأبلي صاحبي أنس بن مالك، وعن عبد العزيز بن المختار، وأبي عوانة الوضاح بن عبد الله اليشكري، وحماد بن زيد، وعبد الواحد بن زياد، ويوسف بن الماجشون، وخلق سواهم. حدث عنه: مسلم بن الحجاج، والنسائي، والترمذي، والقزويني في كتبهم، وأبو بكر بن أبي الدنيا، وأبو حاتم الرازي، ومحمد بن محمد الباغندي، وأبو القاسم البغوي، وإبراهيم بن محمد بن متويه، ومحمد بن جرير الطبري وآخرون.
وكان من جلة العلماء. قال النسائي: «لا بأس به. قال الصولي: نهى المتوكل عن الكلام في القرآن، وأشخص الفقهاء والمحدثين إلى سامراء منهم ابن أبي الشوارب، وأمرهم أن يحدثوا، وأجزل لهم الصلات». قال الذهبي: «للما ولي ولده الحسن بن أبي الشوارب القضاء، تخوف عليه، وقال يا حسن أعيذ وجهك الحسن من النار». ولي القضاء عدة من ذريته، منهم ولده الحسن قاضي قضاة المعتمد على الله، وكان جوادا ممدحا نبيلا. قال ابن عساكر قال النسائي: «لثقة». وقال في موضع آخر: لا بأس به. وروى أيضا عن رجل عنه.

## وفاته
مات ابن أبي الشوارب في شهر جمادى الأولى سنة 244 هـ .